# Escuintla (departement)
Escuintla is een departement van Guatemala, gelegen in het zuiden van het land aan de Grote Oceaan. De hoofdstad van het departement is de gelijknamige stad Escuintla.
Het departement bestrijkt een oppervlakte van 4384 km² en heeft 733.181 inwoners (2018).

## Gemeenten
Het departement is ingedeeld in veertien gemeenten:
- Escuintla
- Guanagazapa
- Iztapa
- La Democracia
- La Gomera
- Masagua
- Nueva Concepción
- Palín
- San José
- San Vicente Pacaya
- Santa Lucía Cotzumalguapa
- Sipacate
- Siquinalá
- Tiquisate

Alta Verapaz · Baja Verapaz · Chimaltenango · Chiquimula · El Progreso · Escuintla · Guatemala · Huehuetenango · Izabal · Jalapa · Jutiapa · Petén · Quetzaltenango · Quiché · Retalhuleu · Sacatepéquez · San Marcos · Santa Rosa · Sololá · Suchitepéquez · Totonicapán · Zacapa